# King William (Virginia)
King William es un lugar designado por el censo situado en el condado de King William, Virginia  (Estados Unidos). Según el censo de 2020, tiene una población de 276 habitantes.

## Demografía
Según el censo de 2010, King William tenía una población en la que el 63,5% eran blancos; el 23,8% afroamericanos; el 1,6% eran indios americanos y nativos de Alaska; el 1,6% eran asiáticos; el 0,0% hawaianos y otros isleños del Pacífico; el 0,0% de otra raza, y el 9,5% a partir de dos o más razas. El 0,4% del total de la población eran hispanos o latinos de cualquier raza.